# Opération Proxima
Pour les articles homonymes, voir Proxima.
L’opération Proxima (ou Eupol Proxima) est une mission de police de l'Union européenne en République de Macédoine qui s'est déroulée du 15 décembre 2003 au 14 décembre 2005 dans le cadre de la PESC. Elle avait pour mission de conseiller et guider les autorités macédoniennes vers les standards européens en matière d'État de droit, de développer la lutte contre le crime organisé, en soutenant la réforme du ministère de l'Intérieur et de la police des frontières.

## Contexte
En 2003, l'Union européenne est le plus important donateur en Macédoine, et est impliquée dans la pacification de la région depuis plus d'une décennie. Les accords d'Ohrid de 2001 prévoient entre autres l'équilibrage des minorités ethniques au sein des forces de police, et l'accompagnement dans des changements structurels au niveau des institutions de sécurité publique. En avril 2001, le pacte de stabilisation et d'association préfigure l'entrée de la Macédoine dans l'Union européenne. Ce pacte fixe l'objectif d'assister la Macédoine dans le développement d'une police dépolitisée, décentralisée, multi-ethnique, et dédiée au bien du citoyen.

## Déroulement
Le 29 septembre 2003, les ministres des Affaires étrangères des pays de l'Union européenne ont entériné la création de la mission de police de l'Union européenne (EUPOL), en vue de l'opération Proxima. Cette dernière a succédé à l'opération Concordia (lancée le 31 mars 2003) le 15 décembre 2003. La France, déjà nation-cadre lors de l'opération Concordia, s'engage à envoyer une quarantaine de gendarmes et policiers en Macédoine pour accompagner l'opération Proxima. La mission est ouverte par Javier Solana. Le détachement français est mené par le colonel Alain Labrot.
La première phase de la mission (décembre 2003-juin 2004) a consisté en la présence de 200 officiers de police et experts de la vie civile européens postés au ministère de l'Intérieur et conseillant les fonctionnaires de la police macédonienne. Des officiers de police européens sont également postés aux postes-frontières et dans les aéroports internationaux.
La deuxième phase de la mission Proxima (juillet 2004-décembre 2005), le dispositif de la première phase est généralisé à l'ensemble du territoire macédonien. Un accès web à une base de données des incidents liés à l'opération est ouverte. 144 agents de l'opération Proxima sont déployés sur le terrain.
Le 22 juillet 2004, un agent de l'opération Proxima est légèrement blessé lors de l'évacuation du Ministre de la Défense macédonien des bâtiments gouvernementaux assiégés par des manifestants. Le 26 juillet 2004, les agents de la mission Proxima accompagnent avec succès 1,500 policiers macédoniens dans la gestion contrôlée d'une manifestation de 8 000 personnes.

## Résultats
L'efficacité de la mission a été remise en question, la Macédoine ayant été accompagnée par de nombreuses organisations et agences internationales, et le rôle spécifique de l'opération Proxima reste floue. La présence de deux responsables distincts, le Représentant spécial et la Commission de délégation européenne, a aussi enrayé les processus décisionnels lors de l'opération.
En décembre 2005, la Macédoine devient candidat à l'intégration dans l'Union européenne.

## Sources

## Compléments

### Lectures approfondies
- Tobias Flessekemper, « EUPOL Proxima in Macedonia, 2003-05 », dans Michael Merlingen et Rasa Ostrauskaite, European Security and Defence Policy: An Implementation Perspective, Londres, Routledge, 2008, p. 78-97